# Tazza Maltija 2015-2016
La Tazza Maltija 2015-2016 è stata la 78ª edizione della manifestazione calcistica. È iniziata il 5 settembre 2015 e si è conclusa il 14 maggio 2016.

## Turno preliminare
| Squadra 1      | Risultato | Squadra 2  |
| -------------- | --------- | ---------- |
| Oratory Youths | 5 - 1     | Marsaskala |

## Primo turno
| Squadra 1          | Risultato   | Squadra 2               |
| ------------------ | ----------- | ----------------------- |
| Kerċem Ajax        | 6 - 0       | Kalkara                 |
| Santa Venera       | 5 - 3       | Xagħra Utd              |
| Luqa St. Andrew's  | 0 - 4       | Xewkija Tigers          |
| Ghaxaq             | 1 - 2 (dts) | Marsaxlokk              |
| Għarb Rangers      | 0 - 4       | Ta' Xbiex               |
| Qala St. Joseph    | 0 - 5       | Victoria Hotspurs       |
| Attard             | 1 - 3 (dts) | S.K. Victoria Wanderers |
| Mtarfa             | 1 - 0       | St. Lucia               |
| Nadur Youngsters   | 1 - 0       | Mdina Knights           |
| St. Lawrence Spurs | 1 - 0 (dts) | Oratory Youths          |
| Xghajra Tornadoes  | 0 - 1       | Għajnsielem             |
| Dingli Swallows    | 2 - 0       | Munxar Falcons          |

## Secondo turno
| Squadra 1               | Risultato       | Squadra 2             |
| ----------------------- | --------------- | --------------------- |
| Żejtun Corinthians      | 1 - 0           | Marsaxlokk            |
| Marsa                   | 2 - 4           | Xewkija Tigers        |
| Vittoriosa Stars        | 2 - 0           | Kerċem Ajax           |
| Santa Venera            | 2 - 1           | Birzebbuga St. Peters |
| Rabat Ajax              | 4 - 1           | Msida Saint-Joseph    |
| Kirkop United           | 3 - 2           | Mtarfa                |
| Ħamrun Spartans         | 0 - 1           | St. George's          |
| Lija Athletic           | 2 - 1           | Mellieħa              |
| Senglea Athletic        | 1 - 2           | Pietà Hotspurs        |
| Mqabba                  | 5 - 3           | Victoria Hotspurs     |
| Siggiewi                | 0 - 3           | Fgura Utd             |
| Swieqi Utd              | 2 - 1           | Ta' Xbiex             |
| Gżira Utd               | 6 - 0           | Sirens                |
| Żurrieq                 | 1 - 1 (4-5 dcr) | Għargħur              |
| Gudja Utd               | 0 - 1           | San Ġwann             |
| Għajnsielem             | 2 - 1 (dts)     | Dingli Swallows       |
| Melita                  | 3 - 1           | Mġarr                 |
| Żabbar St. Patrick      | 6 - 1           | Nadur Youngsters      |
| S.K. Victoria Wanderers | 2 - 4           | St. Lawrence Spurs    |
| Żebbuġ Rangers          | 4 - 1           | Qrendi                |

## Terzo turno
| Squadra 1          | Risultato | Squadra 2          |
| ------------------ | --------- | ------------------ |
| Birkirkara         | 6 - 0     | Kirkop United      |
| Mosta              | 1 - 2     | Hibernians         |
| Balzan             | 2 - 1     | Fgura Utd          |
| Xewkija Tigers     | 1 - 3     | Valletta           |
| Floriana           | 3 - 0     | St. Lawrence Spurs |
| Vittoriosa Stars   | 0 - 1     | Sliema Wanderers   |
| Swieqi Utd         | 2 - 4     | St. Andrews        |
| Qormi              | 1 - 0     | Għajnsielem        |
| Naxxar Lions       | 0 - 1     | Lija Athletic      |
| Pietà Hotspurs     | 4 - 1     | Żejtun Corinthians |
| Santa Venera       | 0 - 2     | Għargħur           |
| Pembroke Athleta   | 3 - 0     | San Ġwann          |
| Rabat Ajax         | 1 - 4     | Melita             |
| Żabbar St. Patrick | 0 - 3     | Gżira Utd          |
| Żebbuġ Rangers     | 1 - 4     | Tarxien Rainbows   |
| St. George's       | 1 - 0     | Mqabba             |

## Quarto turno
| Squadra 1      | Risultato       | Squadra 2        |
| -------------- | --------------- | ---------------- |
| Hibernians     | 1 - 2           | Pembroke Athleta |
| Floriana       | 2 - 1           | Lija Athletic    |
| Qormi          | 1 - 4 (dts)     | Tarxien Rainbows |
| St. Andrews    | 1 - 1 (4-2 dcr) | Gżira Utd        |
| Balzan         | 2 - 0           | Melita           |
| Pietà Hotspurs | 3 - 2           | St. George's     |
| Birkirkara     | 1 - 0           | Valletta         |
| Għargħur       | 1 - 2           | Sliema Wanderers |

## Quarti di finale
| Squadra 1        | Risultato   | Squadra 2        |
| ---------------- | ----------- | ---------------- |
| Balzan           | 1 - 0 (dts) | Tarxien Rainbows |
| Sliema Wanderers | 2 - 1       | St. Andrews      |
| Pembroke Athleta | 3 - 1 (dts) | Pietà Hotspurs   |
| Birkirkara       | 2 - 0       | Floriana         |

## Semifinali
| Squadra 1        | Risultato   | Squadra 2        |
| ---------------- | ----------- | ---------------- |
| Sliema Wanderers | 1 - 0       | Birkirkara       |
| Balzan           | 3 - 1 (dts) | Pembroke Athleta |

## Finale
| Squadra 1 | Risultato       | Squadra 2        |
| --------- | --------------- | ---------------- |
| Balzan    | 0 - 0 (4-5 dcr) | Sliema Wanderers |